# شوحار
شوحار رمزها «SO» (بالإنجليزية: Sheohar)‏ ، هو تقسيم إداري لدولة الهند تتبع ولاية بيهار (بالإنجليزية: Bihar)‏ ، مركزها هو مدينة شوحار (بالإنجليزية: Sheohar)‏ عدد سكانها حسب تعداد سنة 2001 هو 656,916 ، مساحتها 443 كم² وكثافة السكان 1,882 لكل كم² .